# Vítor Paneira
Vítor Manuel da Costa Araújo (Vila Nova de Famalicão, 16 de febrero de 1966), más conocido como Vítor Paneira, es un exfutbolista y entrenador portugués que jugó en el Benfica, el Vitória Guimarães y la Selección Nacional de Fútbol de Portugal, con la que fue internacional 43 veces, entre 1988 y 1996, año en que fue apartado de la selección nacional por problemas con el seleccionador, Artur Jorge.
Tras su retirada pasó a los banquillos haciéndose cargo de varios equipos de Portugal como Moreirense, Tondela o Boavista.